# Dorothy Hahn
Dorothy Anna Hahn (* 9. April 1876 in Philadelphia, Pennsylvania, USA; † 10. Dezember 1950 in South Hadley, Massachusetts, USA) war eine US-amerikanische Chemikerin und Hochschullehrerin. Sie war Professorin für organische Chemie am Mount Holyoke College und war für ihre Forschung bekannt, bei der sie die damals neu entwickelte Technik der Ultraviolettspektroskopie benutzte.

## Leben und Werk
Hahn war die jüngere von zwei Töchtern des deutschen Einwanderers Carl S. Hahn und Mary Beaver Hahn. Nach dem Besuch der Baldwin School studierte sie ab 1895 am Bryn Mawr College, wo sie 1899 den Bachelor-Abschluss in Chemie und Biologie erwarb.
Nach ihrem Abschluss unterrichtete sie bis 1906 am Pennsylvania College for Women, das 1955 in Chatham College umbenannt wurde. Von 1904 bis 1906 unterrichtete sie gleichzeitig Biologie am Kindergarten College. Sie forschte dann für ein Jahr an der Universität Leipzig in organischer Chemie bei Arthur Hanzsch. 1907 kehrte sie an das Bryn Mawr College zurück und setzte ihre Forschung bei Elmer Peter Kohler fort. 1908 wurde sie am Mount Holyoke College Fakultätsmitglied, wurde dort Associate Professor und war von 1918 bis 1941 Professorin für Chemie.
Als Stipendiatin der American Association of University Women forschte sie an der Yale University mit Treat Baldwin Johnson über die Beziehung zwischen Elektronen und chemischer Valenz. 1916 promovierte sie an der Yale University.
Sie veröffentlichte über 30 Arbeiten in Fachzeitschriften wie dem Journal of the American Chemical und war Co-Autorin von drei Büchern auf dem Gebiet der organischen Chemie, A Dictionary of Chemical Solubilities, Inorganic (1921), The Catalytic Oxidation of Organic Compounds in the Vapour Phase (1932) und Pyrimidines: Their Amino and Aminox Derivatives (1933). Sie beteiligte sich auch an der Übersetzung und Erweiterung von Ferdinand Henrichs Theorien der Organischen Chemie. Sie war Mitglied der American Chemical Society und der Deutschen Chemischen Gesellschaft.
Hahn starb 1950 im Alter von 74 Jahren.

## Ehrungen
Das Mount Holyoke College richtete 1950 ihr zu Ehren einen Seminarraum im damals neuen Chemiegebäude ein.

## Veröffentlichungen (Auswahl)
- mit Arthur Messinger Comey: A dictionary of chemical solubilities, inorganic. New York, The Macmillan company, 1921.[2]
- mit Angie G. Allbee: Saturated δ-Ketonic Esters and their Derivatives. American Chemical Journal. 49, 1913, S. 171–179.
- mit Elizabeth Gilman: Synthesis of the Polypeptide-Hydantoin: Tyrosylalanine-Hydantoin. II. Journal of the American Chemical Society. 47 (12), 1925, S. 2941–2953. doi:10.1021/ja01689a014.